# Capnia hornigi
Capnia hornigi is een steenvlieg uit de familie Capniidae. De wetenschappelijke naam van de soort is voor het eerst geldig gepubliceerd in 1984 door Baumann & Sheldon.